# بیس‌لاین

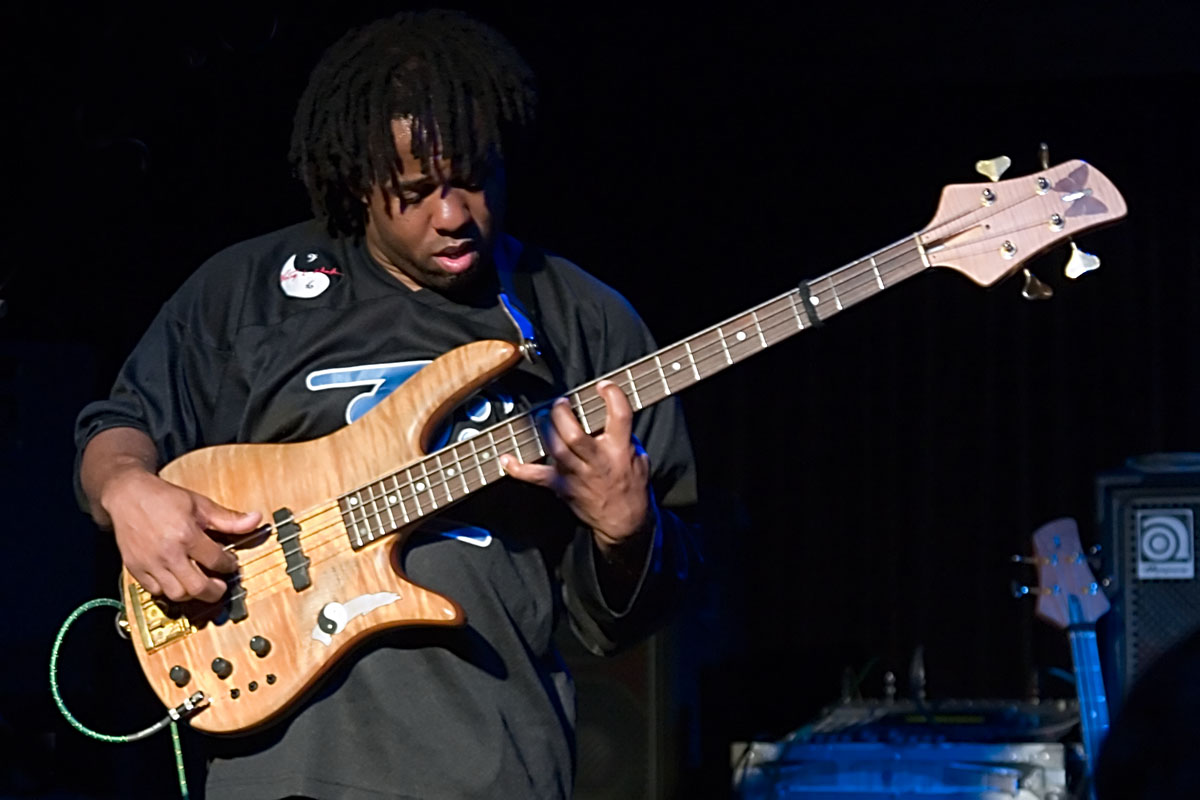
ویکتور ووتن در حال تک‌نوازی الکتریک بیس‌گیتار.

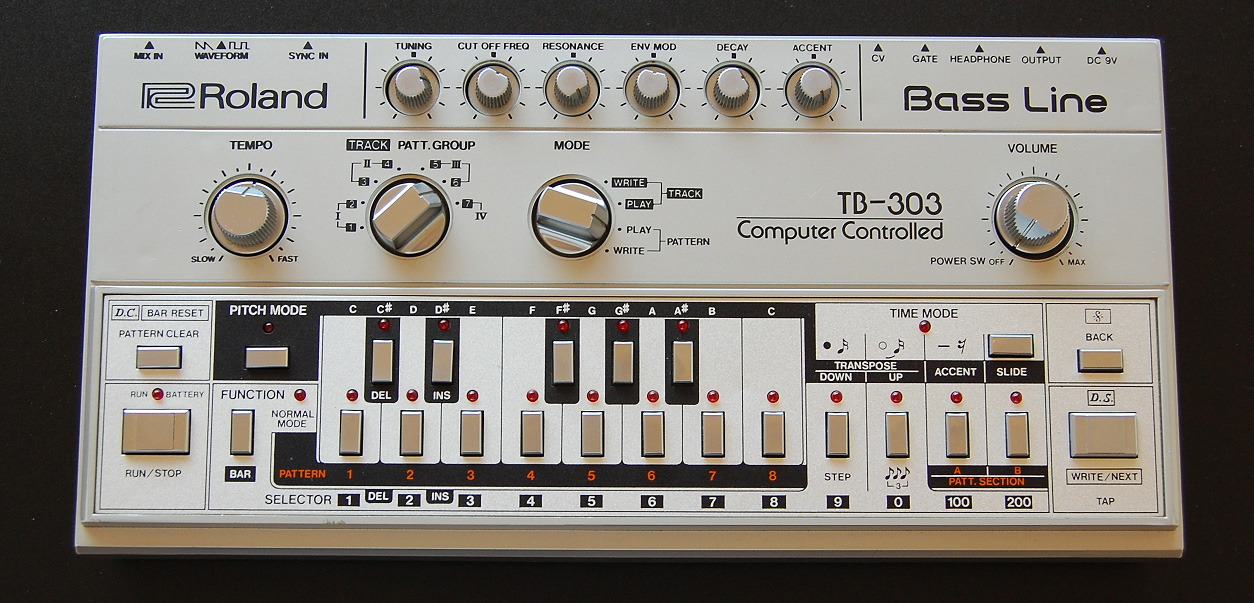
صفحه کلید رولند تی‌بی-۳۰۳

بیس‌لاین (انگلیسی: Bassline) اصطلاحی در موسیقی است که در سبک‌های گوناگون آن چون بلوز، جاز، فانک، داب، الکترونیک، فولک معاصر و موسیقی کلاسیک کاربرد دارد و به بخش زمینه‌ای بَـم یا خط نواخته شده (در جاز و برخی از اشکال موسیقی عامه‌پسند) توسط یک ساز فراهم‌کنندهٔ ریتم همچون گیتار بیس، کنترباس، ویولنسل، توبا، پیانو، ارگ هموند، ارگ الکترونیک یا سینث‌سایزر گفته می‌شود.
در تک‌خوانی‌ها یا تک‌نوازی‌های بدون همراهی، بیس‌لاین با نواختن پائین‌ترین محدودهٔ صوتی (Register) از هر سازی فراهم می‌آید حال آنکه ملودی یا همراهی را با اجرای ساز در محدودهٔ صوتی متوسط یا بالا ارائه می‌کنند. در موردِ تک‌نوازی‌های پیانو و ارگ بادی باید گفت این سازها دارای محدودهٔ صوتی عالی هستند که می‌توان از آنها برای ایجاد صدای بَـم استفاده کرد.
با آنکه بیس‌لاین را با هر نوع سازی و در گستره صوتی وسیعی می‌توان اجرا کرد، اما معمولاً توسط سازهای بیس و گستره‌ای دست‌کم یک و نیم اکتاو پائین‌تر از کلید دو نواخته می‌شود.
در موسیقی کلاسیک، بیس‌لاین همیشه در نت‌نویسی برای نوازندگان نوشته می‌شود. در اجراهای ارکسترال بیس‌لاین توسط کنترباس و ویولنسل در بخش سازهای زهی، فاگوت و کنترفاگوت و کلارینت باس در بخش سازهای بادی و توبا و ترومبون باس در بخش سازهای بادی برنجی نواخته می‌شود. در موسیقی مجلسی وظیفهٔ اجرای بیس‌لاین با ویولنسل است.
در موسیقی رقص، موسیقی الکترونیک (همچون الکترو، درام اند بیس و دابستپ)، موسیقی هاوس و موسیقی ترنس از بیس‌لاین استفاده فراوانی می‌گردد که نواختن آن معمولاً توسط سینث‌سایزرهای آنالوگ (همچون رولند تی‌بی-۳۰۳ و مینی‌موگ یا نرم‌افزارهای دیجیتال انجام می‌شود. ریک روبین تکنیک ایجاد بیس‌لاین را در موسیقی هیپ هاپ با طولانی‌تر کردن فروکاست تدریجی صدای طبل بزرگ در رولند تی‌آر-۸۰۸ و تنظیم آن در گام‌های مختلف رواج داد.
در موسیقی فولک معاصر (از فولک راک گرفته تا بلوز) و موسیقی عامه‌پسند (از پاپ و راک گرفته تا رگی و فانک) نواختن بیس‌لاین بیشتر به عهدهٔ نوازندهٔ گیتار بیس است. در راکابیلی و بلوگرس، بیس‌لاین را نوازندهٔ کنترباس می‌نوازد.